# Archelange
 Archelange  es una población y comuna francesa, situada en la región de Franco Condado, departamento de Jura, en el distrito de Dole y cantón de Rochefort-sur-Nenon.

## Demografía
| 154 | 146 | 113 | 164 | 197 | 213 |
| Para los censos de 1962 a 1999 la población legal corresponde a la población sin duplicidades (Fuente: INSEE [Consultar]) |     |     |     |     |     |